# Вишнівка (Куп'янський район)
Вишні́вка — село в Україні, у Куп'янському районі Харківської області. Входить до складу Кіндрашівської сільської громади. До 2020 року — центр сільської ради. Населення — 265 чоловік.

## Географія
Село Вишнівка розташоване між річками Гусинка і Великий Бурлук. За 2 км — село Єгорівка.

## Історія
Село виникло в кінці XIX століття. На той час у слободі Гусинці, яка була волосним центром, і в сусідній Просянці стала відчуватися сутужність із вільними землями для садиб. Тож кілька жителів із цих населених пунктів вирішили для синів, яких женили, садиби винести в чисте поле.
Незабаром тут уже стояв невеликий хутірець, який ще не мав назви. Молоді новосели, не встигши закінчити навіть будівництва осель, насадили на садибах вишневі сади. Через кілька років деревця зацвіли, а влітку дали плоди. До села непомітно приклеїлась лірична і красива назва: Вишнівка.
7 (20) листопада 1917 року, відповідно до Третього Універсалу Української Центральної Ради, увійшло до складу Української Народної Республіки.
До Другої світової війни і після неї в селі було відділення Куп'янського птахарського кооперативу, перетвореного потім у радгосп. У другій половині ХХ століття відділення стало окремим господарством з вирощування бройлерів. Його іменували то птахофабрикою, то птахорадгоспом.

## Сучасність
У селі діє фермерське господарство Романа Коньшина.
12 червня 2020 року, відповідно до розпорядження Кабінету Міністрів України № 725-р «Про визначення адміністративних центрів та затвердження територій територіальних громад Харківської області», увійшло до складу Кіндрашівської сільської територіальної громади.